# Полігон (зупинний пункт)
Поліго́н — пасажирський залізничний зупинний пункт Херсонської дирекції Одеської залізниці на лінії Снігурівка — Миколаїв між станцією Миколаїв (8 км) та роз'їздом 44 км (6 км).
Розташований біля селища Полігон Вітовського району Миколаївської області.